# Józef Więcław
Józef Jan Więcław (ur. 1 lutego 1953 w Sieteszy) – polski rolnik, polityk i osoba związana z branżą medyczną. Poseł na Sejm PRL IX kadencji.

## Życiorys
Posiada tytuł zawodowy magistra inżyniera rolnictwa. Działacz Związku Młodzieży Socjalistycznej, Socjalistycznego Związku Studentów Polskich i Związku Socjalistycznej Młodzieży Polskiej i od 1976 Polskiej Zjednoczonej Partii Robotniczej. Od 1977 posiada gospodarstwo rolne. Pełnił mandat radnego Gminnej Rady Narodowej. Był członkiem Rady Społeczno-Gospodarczej przy Sejmie PRL VIII kadencji. W 1985 uzyskał mandat posła na Sejm PRL IX kadencji w okręgu Przemyśl. Zasiadał w Komisji Kultury oraz w Komisji Rolnictwa, Leśnictwa i Gospodarki Żywnościowej. W 1989 bez powodzenia kandydował do Senatu.
W 2002, 2006, 2010 i 2014 był wybierany na radnego powiatu przeworskiego z ramienia Polskiego Stronnictwa Ludowego, jednak w związku z pełnieniem od 2002 funkcji dyrektora Samodzielnego Publicznego Zakładu Opieki Zdrowotnej w Przeworsku rezygnował z mandatu, który przyjął dopiero po wygranych wyborach w 2018, rezygnując z funkcji dyrektora. W kwietniu 2019 został dyrektorem szpitala w Mielcu, z funkcji tej zrezygnował z końcem kwietnia 2020. W 2024 nie ubiegał się o reelekcję do rady powiatu.
Posiada Krzyż Pamiątkowy „Zwycięzcom 1945”. W 2001 otrzymał Złoty Krzyż Zasługi.